# Congrégation monastique
Une congrégation monastique est le regroupement de plusieurs monastères autonomes d'une même famille monastique (Bénédictins par exemple), généralement sous un même supérieur. Les congrégations monastiques ne peuvent être érigées ou supprimées que par le Saint-Siège.

## Présentation
D'après la définition donnée sur le site de la congrégation de Solesmes, une congrégation monastique rassemble différentes maisons de moines, et éventuellement de moniales, qui vivent d'un même charisme, et suivent la même observance.